# Кафрит, Сара
Сара Кафрит (Каплан Сара, 26 июля 1900, Минск — 1 июня 1983, Кфар-Иехошуа) — израильский политический деятель. Депутат Кнессета.

## Биография
Каплан Сара родилась в Минске в богатой купеческой семье Меира Каплана и Фрумы Шапиро. Сестра Э.Каплана. Принимала участие в движении «Цеирей Цион» в России. Окончила гимназию в Минске.

В 1920 эмигрировала в Эрец-Исраэль. Окончила семинар Левинского в Тель-Авиве. В 1922 получила место дошкольного воспитателя в Нахалале, где она работала в течение пяти лет. Вместе с мужем была среди основателей поселения Кфар-Иехошуа (1927), где она жила до конца своей жизни.

Активный деятель и член ЦК партии МАПАЙ, член секретариата Движения поселений. Депутат Кнессета 2-го и 3-го созывов.